# نيكولاس إيشفاريا
نيكولاس إيشفاريا (بالإسبانية: Nicolás Echevarría)‏ هو مصور ومخرج مكسيكي، ولد في 8 أغسطس 1947 في ولاية ناياريت في المكسيك.

## وصلات خارجية
- نيكولاس إيشفاريا على موقع IMDb (الإنجليزية)
- نيكولاس إيشفاريا على موقع ألو سيني (الفرنسية)
- نيكولاس إيشفاريا على موقع أول موفي (الإنجليزية)
- نيكولاس إيشفاريا على موقع قاعدة بيانات الفيلم (الإنجليزية)
- نيكولاس إيشفاريا على موقع كينوبويسك (الروسية)